# موسین ۵ای‌سی
موسین ۵ای‌سی (انگلیسی: Mucin 5AC) یک گلیکوپروتئین است که در انسان توسط ژن «MUC5AC» کُدگذاری می‌شود.
موسین ۵ای‌سی در دستگاه تنفسی با اتصال به پاتوژن‌های استنشاقی، بدن را در برابر عفونت محافظت می‌کند که متعاقباً با پاک‌سازی مخاطی‌مژه‌ای و ایجاد خلط حذف می‌شوند. ساخت بیش از حدِ این پروتئین سبب بروز آسم و بیماری مزمن انسدادی ریه می‌شود و همچنین محافظت بیشتری در برابر عفونت آنفولانزا ایجاد می‌کند.

## اهمیت بالینی
این ژن با ترشح بیش از حد مخاط در راه‌های هوایی و همچنین با بیماری مزمن انسدادی ریه مرتبط است.